# Мкртчян, Мариам Арменовна
Мариам Арменовна Мкртчян (арм. Մարիամ Մկրտչյան; род. 27 февраля 2004, Ереван, Армения) — армянская шахматистка, чемпионка мира и Европы среди девушек до 18 лет (2022), чемпионка Армении среди женщин (2022).

## Биография
Мариам Мкртчян родилась 27 февраля 2004 года в Ереване. Начала заниматься шахматами в 8 лет, её первым тренером был учитель шахмат Севак Багдасарян. Под его руководством в 2014 году Мариам стала вице-чемпионкой Европы до 10 лет. В дальнейшем в разные годы с ней работали Арарат Сантрян, Арташес Минасян и Ваге Багдасарян.
В январе 2022 года Мариам Мкртчян выиграла чемпионат Армении по шахматам среди женщин и была включена в состав женской сборной Армении по шахматам. 
В сентябре 2022 года на чемпионате мира среди девушек, который проходил в румынском городе Мамая, армянская шахматистка досрочно стала чемпионкой мира в возрастной категории до 18 лет. При этом она показала абсолютный результат, выиграв 11 из 11 партий и увеличив свой личный рейтинг на 58,4 балла. В ноябре того же года в турецком городе Анталья стала победительницей юношеского чемпионата Европы, набрав 8,5 балла из 9.

## Изменения рейтинга
| Графики недоступны из-за технических проблем. См. информацию на Фабрикаторе и на mediawiki.org. |